# Златист вълк
Златистият вълк (Canis anthus), наричан също златист африкански вълк, африкански златен вълк или просто африкански вълк, е представител от семейство Кучеви. Видът е разпространен в почти цяла Северна Африка и описан като незастрашен вид в Червения списък на IUCN. Някои сведения сочат, че от този вид, при чифтосване с койота, е произлязъл златистият чакал, който не след дълго се отделил от линията на родителския си вид.
Африканският вълк се храни с газели, антилопи и други.